# Бинарная циклическая группа
Бинарная циклическая группа  n-угольника — это циклическая группа порядка 2n, {\displaystyle C_{2n}}, понимаемая как расширение циклической группы {\displaystyle C_{n}} циклической группой 2-го порядка.
В терминах бинарной группы многогранника бинарная циклическая группа является прообразом циклической группы вращений ({\displaystyle C_{n}<\operatorname {SO} (3)}) при 2:1 накрывающем гомоморфизме
{\displaystyle \operatorname {Spin} (3)\to \operatorname {SO} (3)}
специальной ортогональной группы группой вращений.
Как подгруппа группы вращений, бинарная группа многогранника может быть описана как дискретная подгруппа единиц кватернионов, при изоморфизме {\displaystyle \operatorname {Spin} (3)\cong \operatorname {Sp} (1)}, где Sp(1) — мультипликативная группа единиц кватернионов.